# 히라촌 (아이치현)
히라촌(比良村)은 아이치현 니시카스가이군에 설치되었던 촌이다. 현재의 나고야시에 해당한다.